# Jean-Jacques Dreuilh
Jean-Jacques Dreuilh (Bordeus, 1773 - Niort, 1858) fou un violinista i compositor francès.
Estudià a Bordeus la composició amb Giraud, i el contrapunt i la fuga amb Beck, que fou així mateix el seu mestre de violí. El 1709 succeí en Giraud com a mestre de capella de la Catedral, i el 1795 a Beck com a director de l'orquestra del Gran Teatre. La seva primera obra fou un Te Deum (1791).
Es traslladà a París i allà es donà conèixer amb la seva òpera còmica Le Point d'honneur (1802). El 1804 passà a Marsella com a director d'orquestra del Gran Teatre, on feu representar la seva opereta Vaiaski et Ophélia, i, posteriorment, va escriure la música de gran nombre de drames i pantomimes per als teatres de París.
Cal mencionar: Ima, Kallich Fergus, La nouvelle Jeanne d'Arc, Sophie et Linska, Rachel, Claire et Looclace, etc.